# Vinland Saga (manga)
Vinland Saga (ヴィンランド･サガ Vinrando Saga?) es una serie de manga escrita e ilustrada por Makoto Yukimura. Vinland Saga fue publicada por primera vez en la revista semanal Shūkan Shōnen Magazine en 2005, pero en diciembre del mismo año pasó a la revista mensual Afternoon, donde continuó su publicación hasta el final. La historia está ambientada en la región de Danelaw en el siglo XI y se basa en varias sagas islandesas: el Flateyjarbók, la Saga de los groenlandeses y la Saga de Erik el Rojo. En 2012, recibió el Kodansha Manga Award en la categoría "General". El manga aparece regularmente en la lista de los más vendidos de la revista Oricon, registrando ventas superiores a las de cien mil tomos.

## Argumento
Thors, un gran guerrero vikingo, es asesinado en batalla por Askeladd, un mercenario. Thorfinn, hijo de Thors, juró vengarse. Thorfinn debe realizar hazañas para Askeladd, a fin de ganar el derecho de retarlo a un duelo, lo que lo lleva a involucrarse en la guerra por la corona de Inglaterra.

## Personajes
Thorfinn (トルフィン Torufin?)
 Seiyū: Yūto Uemura, Shizuka Ishigami (niño), Eduardo Garza (español latinoamericano, Netflix), Víctor Tabarez (español latinoamericano, Crunchyroll)
Basado en el personaje histórico de Thorfinn Karlsefni, Thorfinn es un guerrero de la compañía de Askeladd, a quien odia por haber matado a su padre y juró asesinarlo en un duelo. Para ganarse el derecho de retar a Askeladd a duelo tiene que cumplir difíciles tareas para el jefe vikingo, como sabotaje o matar a generales enemigos. Él no pelea por amor a la batalla, sino por las ansias de venganza y es propenso a perder el control cuando está en combate.
Askeladd (アシェラッド Asheraddo?)
 Seiyū: Naoya Uchida, Dafnis Fernández (español latinoamericano, Netflix), Aldo Ramírez (español latinoamericano, Crunchyroll)
Askeladd es el comandante de una pequeña pero poderosa banda vikinga punk. Diez años antes de la historia principal, Askeladd acepta un contrato para matar a Thors, el padre de Thorfinn. Durante la invasión vikinga y la guerra contra Inglaterra, Askeladd manipula a Thorfinn utilizando sus deseos de venganza para hacer que le sirva, como también manipula a otros personajes para cumplir con sus objetivos. Askeladd es uno de los guerreros más habilidosos en la serie y uno de los mejores estrategas presentes. Askeladd era mitad danés y mitad galés; afirmando también ser descendiente de Lucius Artorius Castus, cuyo nombre fue tomado por su madre para así ponérselo al nacer, siendo Askeladd en realidad tan sólo un apodo, cuyo significado es Cubierto de ceniza, de acuerdo a lo comentado por el mismo rey Sweyn. Él cree en la leyenda de Avalon, que lo inspiró a apoyar la candidatura del príncipe Canuto para la realeza de los daneses. En última instancia, asesina al rey Sweyn para instalar a Canuto como el rey danés y garantizar la seguridad de Gales desde Dinamarca. Luego mata a docenas de soldados de los reyes mientras se ríe como un maníaco hasta que finalmente encuentra su fin en las manos de Canuto cuando el príncipe lo apuñala, reconociendo la artimaña en el momento en que muere su padre.
Bjorn (ビョルン Byorun?)
 Seiyū: Hiroki Yasumoto, Ulises Zavala (español latinoamericano, Netflix)
Es el segundo al mando en la compañía de Askeladd, es un hombre rudo que ama luchar. Él era un berserker, un guerrero nórdico que entra en un trance de ira en batalla gracias al consumo de hongos. Bjorn fue gravemente herido en Gainsborough cuando protegía al Príncipe Canuto. Las heridas eran tan serias que él no sobreviviría, por lo que decide retar a duelo a Askeladd. Durante el duelo, Bjorn le reveló a Askeladd que siempre quiso ser su amigo, y Askeladd le respondió que él era su único amigo.
Thors (トールズ Tōruzu?)
 Seiyū: Ken'ichirō Matsuda, Diego Nieves (español latinoamericano, Netflix)
Padre de Thorfinn, un general que poseía una fuerza fenomenal. Thors se cansó de las batallas después del nacimiento de su hija, fingió su muerte y se retiró a una pacífica vida como aprendiz de herrero. Fue descubierto y forzado a regresar al campo de batalla. Antes de que regresara es traicionado por uno viejo camarada, Floki, quién contrata a Askeladd para asesinarlo.
Thorkell (トルケル Torukeru?)
 Seiyū: Akio Ōtsuka, Idzi Dutkiewicz (español latinoamericano, Netflix)
Un general, hermano del jefe de los Jomsvikingos. Un hombre gigante que ama pelear, deja la Armada danesa para convertirse en un mercenario inglés, creyendo que las batallas contra sus compañeros vikingos serían un mejor reto. Basado en el personaje histórico de Thorkell el Alto.
Canuto (クヌート Kunūto?)
 Seiyū: Kenshō Ono, Diego Becerril (español latinoamericano, Netflix), Luba Flores (español latino, Crunchyroll)
Canute es un príncipe danés de 17 años. Al principio aparece con una personalidad tímida y aspecto delicado. Es incapaz de hacer algo sin la ayuda de Ragnar. Después de la muerte de este, tiene un cambio drástico de personalidad, se vuelve fuerte y desarrolla una ambición por crear una utopía en la Tierra antes del regreso de Dios. Está basado en el personaje histórico de Canuto II de Dinamarca, hijo del rey Svend I de Dinamarca.
Leif (レイフ Leifu?)
 Seiyū: Yōji Ueda, José Orozco (español latinoamericano, Netflix), Lenin Venosa (español latinoamericano, Crunchyroll)
Leif es un alegre anciano de Groenlandia. Un marinero que dice haber viajado a una lejana tierra occidental llamada Vinlandia. Cuando Thorfinn se une a la banda de Askeladd y es dado por muerto por los otros islandeses, Leif no pierde la esperanza y dedica su vida a encontrarlo. Se basa en el histórico Leif Erikson.
Gudrid (グズリーズ Guzurīzu?)
Gudrid es una joven originaria de Groenlandia. De niña, escuchaba historias del mundo exterior de Leif y soñaba con ser marinera, pero, como es mujer, no se le permitía serlo. Es la cuñada de Leif, la viuda de su hermano Thorvald. Se va a volver a casar con Sigurd, hijo de Halfdan (un poderoso y aterrador hombre de negocios), pero se escapa en la noche de bodas y se une al equipo de Thorfinn y Leif. Dos años después se casa con Thorfinn y adoptan un hijo llamado Karli. Gudrid se basa en el histórico Gudrid Thorbjarnardóttir.
Einar (エイナル Einaru?)
 Seiyū: Shunsuke Takeuchi, José Orozco (español latinoamericano, Netflix), Jonathan Miranda (español latinoamericano, Crunchyroll)
Einar es un granjero anglo-norteño que, tras los ataques a su pueblo en el que resultaron muertas su madre y su hermana Lotta, fue vendido como esclavo y finalmente termina en la granja de Ketil. Como resultado, es franco en su odio a la guerra y la injusticia. Einar conoce a Thorfinn en la granja de Ketil y los dos se convierten en amigos íntimos y hermanos. Einar tiene poca habilidad en el combate, pero demuestra ser un compañero leal.
Garm (ガルム Garumu?)
Garm es un mercenario psicópata que empuña una lanza personalizada que puede separarse en dos lanzas cortas cuando quiera usarlas. Fue considerado un idiota y más tarde una bestia de niño debido a su falta de moral, creyendo que la guerra es un juego y que todos los que luchan en ella son sus amigos. Al igual que Thorkell, está obsesionado con luchar contra los que son fuertes e intenta luchar con Thorfinn varias veces a lo largo de la saga de la Guerra del Mar Báltico y fue responsable de la muerte del capitán Vagn de Jomsviking cuando quiso luchar contra él. Es derrotado por Thorfinn y declara que se enfrentaría a él de nuevo para la revancha, creyendo que los dos son amigos cuando se marcha.
Karli (カルリ Karuri?)
Karli es el hijo de uno de los amigos de Leif. Una disputa entre familias resultó en una masacre vikinga en su aldea, de la cual Karli fue el único sobreviviente. Huérfano y sin parientes dispuestos a acogerlo, fue adoptado por Thorfinn y Gudrid.
Arnheid (アルネイズ Aruneizu?)
Era la esclava de Ketil, junto con Thorfinn y Einar, aparte de ser la sirvienta y concubina personal de Ketil. Arnheid fue capturada y vendida como esclava mientras su esposo Gardar y todos los demás hombres de su pueblo estaban peleando con un pueblo vecino. Su hijo fue asesinado porque las esclavas sin hijos tenían un precio más alto. Gardar también terminó como esclavo. Eventualmente mata a su maestro, escapa y se encuentra con Arnheid mientras cabalga por la tierra de Ketil, buscándola. Snake lo captura, pero Arnheid lo libera y lo esconde en la casa del padre de Ketil, debajo de la cama. Thorfinn y Einar intentan ayudarla a escapar con Gardar, pero Gardar muere a causa de sus heridas poco después de partir. Más tarde Arnheid es recapturada y brutalmente golpeada con un garrote por Ketil por haber intentado escapar. Ante la inminente invasión de la granja por las tropas de Canuto, Thorfinn y Einar intentan llevarse a una moribunda Arnheid con ayuda de Leif, pero ella no resiste a las heridas y muere agradeciéndoles a Thorfinn y Einar por haberla cuidado.
Gardar (ガルザル Garuzaru?)
Fue un antiguo guerrero vikingo convertido en esclavo y esposo de Arnheid. Antes de ser esclavo, tuvo una vida feliz con su esposa Arnheid y su hijo Hjatli. Desafortunadamente, después de una guerra, fue separado de su familia. Logró escapar de su amo y llegar a la casa de Ketli. Mata a Lizard y luego lucha contra Snake, pero pierde y es atado. Por la noche Arnheid lo libera y escapan juntos, pero Gardar muere a causa de las heridas. Por el hecho de que Arnheid liberó a Gardar, Ketil la matará accidentalmente.
Hild (ヒルド Hirudo?)
Hild es una cazadora de Noruega. Originalmente inventora y carpintera, su vida cambió cuando la banda de Askeladd atacó su pueblo y mató a su familia. Muchos años después, se encuentra con Thorfinn e intenta matarlo como venganza. Sin embargo, le intriga su deseo de crear una sociedad pacífica y le perdona temporalmente; se une al equipo para asegurarse de que va en serio y promete matarlo si vuelve a la violencia. Posteriormente, perdona definitivamente a Thorfinn.

## Producción
Vinland Saga comenzó la serialización en abril de 2005 en la revista Weekly Shōnen Magazine de Kodansha, donde se publicó hasta octubre del mismo año. Luego hizo una pausa de dos meses, reanudando su serialización a finales de diciembre de 2005 en la revista mensual seinen Afternoon, también propiedad de Kodansha. Este cambio fue causado por el autor Makoto Yukimura, quien descubrió que no podía mantener una serialización semanal a largo plazo.
En una entrevista de enero de 2008, Yukimura reveló que se inspiró para ingresar a la industria del manga leyendo el manga Hokuto no Ken cuando era niño. En la misma entrevista, dijo que siempre había querido producir una serie que reflejara los mismos temas de "fuerza y justicia". Ocasionalmente ha utilizado capítulos de omake (bonus) y otros materiales complementarios para comentar sobre la producción de Vinland Saga. En el volumen dos, el omake de Yukimura trata sobre un viaje de investigación que realizó a Islandia en 2003 antes de comenzar la serie. Las secciones de comentarios del autor en los volúmenes uno y tres hablan del deseo de Yukimura de aprender y retratar la vida cotidiana de los vikingos, además de sus guerras y los eventos de las crónicas históricas. Yukimura es ayudado a dibujar Vinland Saga por cuatro asistentes conocidos: Haito Kumagai, Kazuoki Suzuki, Tomoyuki Takami y Daiju Watanabe.
En noviembre de 2019, Yukimura anunció que el manga había entrado en su arco final.

### Influencias
Yukimura se inspiró en la serie de anime sobre vikingos que veía cuando era niño y desde entonces quedó fascinado por ellos. Su cultura y forma de vida era algo nuevo y fresco para él;  aprendió, por ejemplo, que si alguien mataba en estado de ebriedad, podía obtener una sentencia más baja o quedar libre. Yukimura viajó a Noruega y Escandinavia en 2003 para realizar una investigación sobre los vikingos, lo cual fue difícil debido a la barrera del idioma, ya que no habla noruego y tiene poco inglés. Afirmó que el barco de Oseberg es el barco más hermoso que jamás haya visto.  Yukimura compara a los vikingos con los wokou en lugar de con los samuráis, ya que encontraría más diferencias que similitudes entre los primeros y los segundos. Él cree que los vikingos eran más libres y honestos sobre sus propios sentimientos; los samuráis eran más tranquilos como pueblo y obedientes hacia su maestro o su propio honor. Yukimura también visitó Dinamarca, Islandia, Francia, Gran Bretaña y Canadá para investigar (y lamentó que su historia no se encontrara más cerca de casa). Yukimura también ha realizado modelos a escala real para garantizar el máximo realismo en la representación de los materiales, pero la producción de esos modelos ejerce mucha presión sobre su calendario.
Si bien los vikingos son reconocidos como héroes, Yukimura quería explicar las duras realidades de su época. Debido a la dura violencia que presenció, Thorfinn siempre aparecía con una expresión facial seria en el primer arco y se compadecía de sí mismo por sus pecados en el arco siguiente. Como resultado, el personaje de Thorkell se caracteriza por ser más cómico, lo que hace que las batallas sean más divertidas de dibujar. Sus editores a menudo le decían a Yukimura que no dibujara a Canute con barba, ya que afirmaban que su interferencia con el arquetipo bishonen que representaba disminuiría la popularidad de la serie. Rechazó esa idea, alegando que todos los hombres tenían barba en esa época. Por el contrario, Thorfinn se convierte en un adulto en el arco de la segunda historia, pero se afeita la barba, ya que Yukimura no quería que se viera fuerte.
El verdadero Thorfinn atrajo a Yukimura después de leer un libro sobre él. Con poca información histórica sobre Thorfinn, Yukimura se motivó a convertirlo en el protagonista porque tendría más libertad. Yukimura cree que el crecimiento de Thorfinn con Askeladd estuvo bien ejecutado, diciendo que el personaje de Askeladd se volvió ambiguo incluso para él mismo como resultado de los muchos lados que expone en el manga. Yukimura afirma que al escribir los personajes, la mayoría de ellos son personas en las que Thorfinn confía, siendo Askeladd, que es tanto su mentor como su enemigo. Tienen una aparente relación padre-hijo como al comienzo de la serie; Yukimura estaba planeando la muerte de Askeladd y la reacción de Thorfinn. Otra relación complicada involucra a Einar y Thorfinn, ya que los dos no pueden ayudarse mutuamente. Uno de los temas de Yukimura es aprender los efectos de la venganza sobre los demás.

### Temas
El editor de Yukimura estaba en contra de la idea de que Thorfinn fuera un esclavo, por lo que lo transformaron en vikingo. El autor estuvo de acuerdo porque quería que Thorfinn entendiera las causas de la tragedia al ser un vikingo en partes posteriores de la narración. Quería que el protagonista se viera afectado por la violencia, a menudo teniendo mala suerte.
Yukimura agregó que uno de sus mensajes es que las personas deben tener ideales para tener una vida próspera. En contraste con los vikingos fuertes, los esclavos fueron escritos como todo lo contrario según la investigación de Yukimura. Los esclavos no poseen ningún poder para protegerse; Yukimura creía que ellos tampoco podían tener sus propios ideales para vivir, lo que no le gustaba al leer.
Uno de los primeros conceptos al dibujar a Thorfinn fue hacer una historia sobre un esclavo. A pesar de ser un esclavo, Thorfinn enfrentaría varios desafíos y alcanzaría su objetivo. Yukimura se inspiró en el rey Olaf Tryggvason, quien perdió su posición como rey para convertirse en esclavo pero logró regresar al trono. A diferencia de Tryggvason, que era extremadamente popular, Thorfinn fue escrito para enfrentar varios problemas más. Yukimura quería que Thorfinn aprendiera sobre la opresión y las aflicciones humanas. En retrospectiva, Yukimura declaró que Thorfinn no tiene una habilidad notable o un físico imponente. Para destacarse como personaje principal, fue escrito para tener la experiencia del dolor que sufre el ser humano. Aunque la apariencia de Thorfinn cambia a lo largo de los arcos de cuatro historias, Yukimura tuvo cuidado al escribir su psicología.
Si bien la serie se destaca por su grado de violencia que normalmente causan los vikingos, Yukimura afirmó que odia el concepto de violencia. Como resultado, un elemento clave al escribir esta historia fue relajar su moderno sentido de la moralidad. El manejo de los vikingos fue que admiraban la fuerza de cada uno de sus compañeros, siendo Askeladd siendo respetado como resultado, pero sin embargo, hay varias traiciones. El anime agregó más escenas en las que Thorfinn se une a las fuerzas de Askeladd, así como también cómo se convierte en un guerrero habilidoso, lo que Yukimura apreció. El escritor convenció al director de hacer que el anime fuera diferente del manga para contar la historia cronológicamente, en contraste con cómo el manga comienza con un Thorfinn ya adolescente que recuerda su infancia y la muerte de su padre. Otra adición fue la primera escena, donde Thors lucha junto a Thorkell antes de retirarse de las fuerzas. Se prestó especial atención a la primera pelea entre Thorfinn y Thorkell. Sin embargo, el guionista Hiroshi Seko cree que la versión narrativa de Yukimura es más sólida. Los sentimientos de Yukimura durante la Guerra Fría y los ataques del 11 de septiembre también se proyectaron en el personaje de Thorfinn, quien está traumatizado por sus acciones como vikingo y decide fundar Vinland para hacer una tierra donde las personas de diferentes razas puedan vivir juntas en paz.

## Contenido de la obra

### Manga
Vinland Saga está escrito e ilustrado por Makoto Yukimura. La serie fue publicado por primera vez en la revista de manga shōnen Weekly Shōnen Magazine de Kodansha del 13 de abril al 19 de octubre de 2005. La serie fue transferido a la revista de manga seinen Monthly Afternoon de Kodansha, a partir de la edición de febrero de 2006, lanzada el 24 de diciembre de 2005. Kodansha ha recopilado sus capítulos en volúmenes tankōbon individuales. Los dos primeros volúmenes se publicaron inicialmente bajo el sello de Shōnen Magazine Comics, y luego reeditado bajo el sello Afternoon después del cambio de serialización del manga. A 22 de junio de 2023, se han publicado veintiocho volúmenes. Yukimura dibujó un capítulo de manga crossover de 7 páginas entre la serie y el videojuego Assassin's Creed Valhalla que se subió al sitio web de Ubisoft el 23 de octubre de 2020.

### Anime
Una adaptación de la serie al anime fue anunciada por Twin Engine en marzo de 2018. Producida por Twin Engine, Production I.G, Wit Studio y Kodansha, la serie está dirigida por Shuhei Yabuta, con Hiroshi Seko manejando la composición de la serie, Takahiko Abiru diseñando los personajes y Yutaka Yamada componiendo la música de la serie. La serie se compuso de 24 episodios emitidos en NHK General TV. El anime se estrenó el 7 de julio de 2019, con los primeros tres episodios. Debido a la llegada del tifón Faxai el 8 de septiembre de 2019, el episodio 10 se retrasó debido a la transmisión de noticias y se reanudó el 15 de septiembre de 2019. Debido a la transmisión del torneo deportivo del Campeonato Mundial de Atletismo en NHK, el episodio 18 se retrasó y se reanudó el 17 de noviembre de 2019. La serie terminó el 29 de diciembre de 2019. El primer tema de apertura es "MUKANJYO." de Survive Said The Prophet, mientras que el primer tema de cierre es "Torches" de Aimer. El segundo tema de apertura es "Dark Crow" de Man with a Mission y el segundo tema de cierre es "Drown" de milet.
Amazon transmite la serie en su servicio Prime Video. Sentai Filmworks lanzó la serie en video casero en el verano de 2021 con una nueva traducción y un doblaje en inglés. Un doblaje en inglés diferente, producido por VSI Los Ángeles, lanzado anteriormente en Netflix en Japón. MVM Entertainment obtuvo la licencia de la serie en el Reino Unido e Irlanda. También se transmitirá en Netflix a nivel mundial a partir del 7 de julio de 2022, así como en Crunchyroll y HIDIVE en territorios seleccionados, y el sitio de transmisión coreano KT Olleh el 7 de junio.
Cuando el final del anime se emitió en Japón, el director de Wit Studio, Shuhei Yabuta, escribió: "Este gran incidente cambió todo para Thorfinn, ¡pero su historia continuará!". El 7 de julio de 2021, Twin Engine anunció que una segunda temporada está en producción. Shūhei Yabuta regresa como director y Takahiko Abiru regresa como diseñador de personajes. El 5 de mayo de 2022, se anunció que MAPPA se hará cargo de la segunda temporada de la serie. Se estrenará el 10 de enero de 2023 en Tokyo MX, BS11 y GBS. La temporada tendrá una duración de 24 episodios. El tema de apertura es «River», interpretado por Anonymouz.
El 7 de julio de 2021, Netflix anunció que la serie recibió un doblaje en español latino, que se estrenó el 14 de julio.
El 30 de enero de 2023, la segunda temporada tuvo un doblaje en español latino, el cual fue estrenado por Crunchyroll, sin embargo no cuenta con el mismo elenco de la anterior temporada debido a que es exclusivo de Netflix.